# 祭 GALA
『祭 GALA』（がら）は、日本の舞台作品。主演はSnow Manの岩本照と深澤辰哉と宮舘涼太。構成・総合演出も務める。

## 概要
『滝沢歌舞伎ZERO』の座長を務めてきたSnow Manから、岩本照、深澤辰哉、宮舘涼太の3人が「和と洋が融合した新たなエンターテインメント」をテーマに創作した舞台作品。2024年4月1日から29日まで新橋演舞場で上演された。全37公演。日本語の「祭」と外国語で祭典の意味を持つ「ガラ」を公演名として掲げ、ロゴデザインにはメンバーカラーに合わせて照の「ヒ」、辰哉の「タ」、涼太の「リ」をあしらっている。演出のみならず、岩本は振付、宮舘は衣装を担う。

## キャスト
- 岩本照
- 深澤辰哉
- 宮舘涼太

| - SpeciaL - 林蓮音 - 和田優希 - 中村浩大 | - Go!Go!kids - 寺澤小十侑 - 松浦銀志 - 羽村仁成 | - 阿達慶 - 竹村実悟 - 渡邉心 - 堀口由翔 |

## スタッフ
- 演出 - 岩本照、深澤辰哉、宮舘涼太
- 振付 - 岩本照
- 衣装 - 宮舘涼太、コシノジュンコ

## DVD・Blu-ray
2024年12月11日にDVDとBlu-rayが発売された。初回盤には舞台本編映像に加え、特典映像として3人によるビジュアルコメンタリーが収録。通常版には製作発表記者会見やリハーサル、千秋楽などの舞台裏に密着したメイキング映像が収録される。
DVDで3.5万枚、BDで9.1万枚で計12.6万枚を売り上げ、2024年12月23日付「オリコン週間DVDランキング」および「オリコン週間Blu-ray Disランキング」ともに初登場1位を獲得。音楽作品のDVDとBDを合計した「週間ミュージックDVD・BDランキング」でも初登場1位を獲得し、映像3部門同時1位を達成した。